# Beechcraft Super King Air
Beechcraft Super King Air (vojaška oznaka C-12 Huron) je družina dvomotornih turbopropelerskih letal, ki jih je razvil ameriški Beechcraft iz predhodnika Beechcraft King Air. Proizvodnja traja že od leta 1974, kar je rekord za letalo v tem razredu. Trenutno so v proizvodnji modeli B200GT, B200CGT ter večja B300 in B300C. Poleg civilnih uporabnikov, uporabljajo letalo številne letalske sile po svetu.
Beechcraft je zgradili več kot 6600 letal Super King Air in King Air. 

## Specifikacije (King Air B200)
Podatki iz Jane's All the World's Aircraft,Airliners.net
Splošne karakteristike
- Posadka: 1–2
- Število sedežev: 13 potnikov
- Dolžina: 43 ft 9 in (13,34 m)
- Razpon kril: 54 ft 6 in (16,61 m)
- Višina: 15 ft 0 in (4,57 m)
- Površina kril: 303 ft² (28,2 m²)
- Teža praznega letala: 7755 lb (3520 kg)
- Maks. vzletna teža: 12500 lb (5670 kg)
- Pogon letala: 2 ×  turboprop Pratt & Whitney Canada PT6A-42, 850 KM (635 kW)  vsak

 Zmogljivost 
- Maks. hitrost: 339 mph (294 vozlov, 545 km/h) na višini 25000 ft (7600m)
- Potovalna hitrost: 333 mph (289 vozlov, 536 km/h) na višini 25.000 ft (7.620 m) (maks. potovalna)
- Hitrost porušitve vzgona: 86 mph (75 vozlov, 139 km/h) IAS (s spuščenimi zakrilci)
- Doseg: 2075 milj (1800 nmi, 3338 km) z maks. gorivom in 45 minutno rezervo
- Višina leta: 35000 ft (10700 m)
- Hitrost vzpenjanja: 2450 ft/min (12,5 m/s)
- Obremenitev kril: 41,3 lb/ft² (201,6 kg/m²)
- Razmerje moč/teža: 0,14 KM/lb (220 W/kg)

## GLej tudi
- Beechcraft Queen Air
- Beechcraft King Air
- Beechcraft 1900
- Cessna 425
- Cessna 441
- Embraer EMB 121 Xingu
- Mitsubishi MU-2
- Piaggio P.180 Avanti
- Piper PA-31T Cheyenne
- Pilatus PC-12
- Evektor EV-55 Outback